# Ludwig Heinrich Kunhardt

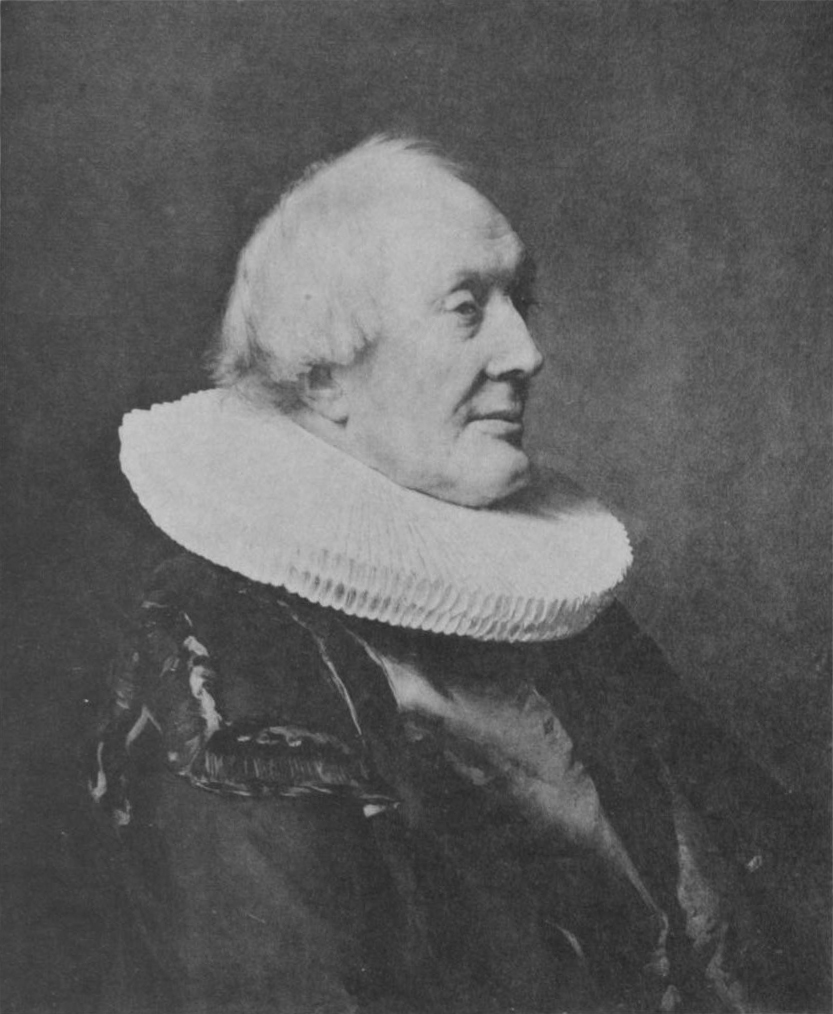
Schwarz-Weiß-Abbildung des Porträts Ludwig Heinrich Kunhardt von Hermann Steinfurth

Ludwig Heinrich Kunhardt (* 1. Juni 1788 in Stade; † 23. August 1871 in Hamburg) war ein deutscher evangelisch-lutherischer Theologe.

## Leben und Wirken
Kunhardt stammte aus der weit verzweigten norddeutschen Akademiker-Familie Kunhardt; sein Vater Martin Gotthard Kunhardt war Pastor und Senior in Stade. Er besuchte das Athenaeum Stade und die Gelehrtenschule des Johanneums und studierte Evangelische Theologie an den Universitäten Helmstedt und Göttingen. 1812 wurde er als Kandidat des Geistlichen Ministeriums angenommen und zugleich Collaborator am Johanneum. Am 28. Februar 1819 wurde er zum Diakonus (2. Pastor) an der Hauptkirche St. Jacobi in Hamburg gewählt. Hier verbrachte er sein gesamtes Amtsleben. Als er am 28. Februar 1869 sein fünfzigjähriges Amtsjubiläum feiern konnte, erhielt er von der Göttinger theologischen Fakultät den theologischen Ehrendoktor.

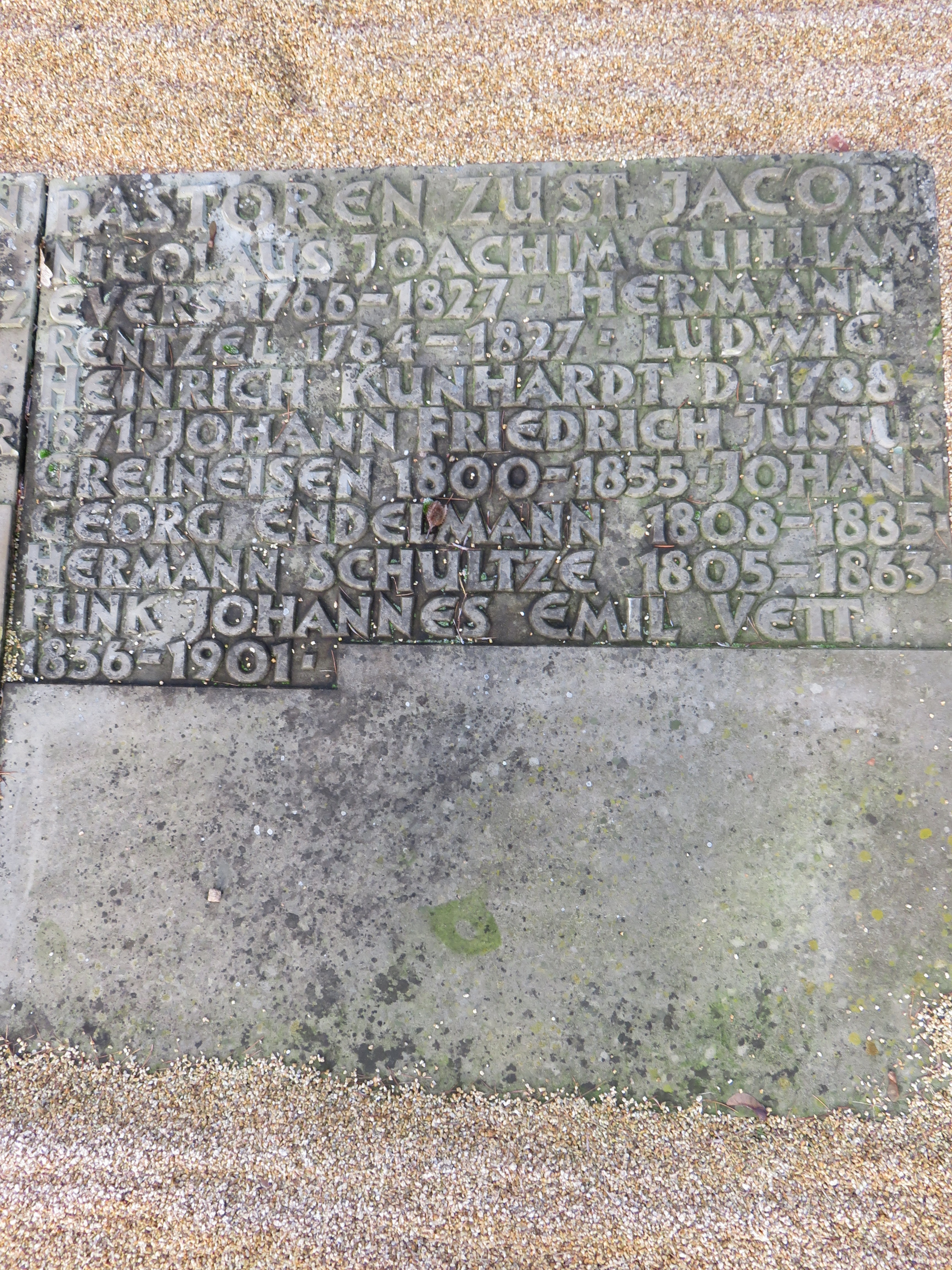
„Ludwig Heinrich Kunhardt“, Doppelsammelgrabplatte Hauptpastoren zu St. Jacobi / Pastoren zu St. Jacobi, Friedhof Ohlsdorf

Kunhardt gehörte 1839 zu den Gründungsmitgliedern des Vereins für Hamburgische Geschichte. Er erforschte als Lebensthema das, was man zu seiner Zeit ascetische Litteratur nannte, also spirituelle Gebrauchsliteratur wie Andachts- und Gebetbücher. In jahrelanger Sammlertätigkeit stellte er eine umfangreiche Bibliothek zusammen. Eine von ihm fast fertiggestellte Literaturgeschichte der deutschen protestantischen Erbauungsschriften von der Reformation bis auf das Jahr 1800 mit zahlreichen Quellenbeispielen fand keinen Verleger; er stellte das Manuskript Carl Johann Cosack zur Verfügung, und nach dessen Tod wurde es – zunächst ohne Hinweis auf Kunhardts Autorschaft – als Cosacks Werk von Bernhard Weiß herausgegeben. Erst an Kunhardts Beerdigungstag, dem 26. August 1871, erschien in der Neuen evangelischen Kirchenzeitung  eine Notiz, die seine Urheberschaft würdigte.
Er war seit Oktober 1820 mit Emilie, geb. Riecke († 1844), verheiratet. Das Paar hatte vier Söhne und drei Töchter, von denen drei Söhne jedoch früh gestorben sind. Der einzige überlebende Sohn Ludwig Johann (* 1835) wurde Kaufmann und wanderte nach Haiti aus.
Seine Bibliothek vermachte Kunhardt der hamburgischen Stadtbibliothek (heute Staats- und Universitätsbibliothek Hamburg). Ebenso vermachte er einen Teil seines Vermögens zur Ergänzung der hamburgischen Predigerwitwen-Kasse. Diese Stiftung erhielt 1871 vom Senat der Hansestadt Hamburg den Namen Kunhardt-Stiftung.
An Ludwig Heinrich Kunhardtl wird auf der Doppelsammelgrabplatte Hauptpastoren zu St. Jacobi / Pastoren zu St. Jacobi des Althamburgischen Gedächtnisfriedhofs, Friedhof Ohlsdorf, erinnert.

## Werke
- Zur Geschichte der evangelischen ascetischen Literatur in Deutschland : Ein Beitrag zur Geschichte des christlichen Lebens wie zur Cultur- und Literaturgeschichte / von C. J. Cosack. Aus dem Nachlass des Verfassers veröffentlicht von B. Weiss. Basel [u. a.]: Riehm 1871

Digitalisat des Exemplars des Harvard-Andover Theological Seminary, Vorbesitzer: Heinrich Hermelink